# Каспий (санаторий)
Санато́рий «Ка́спий» — оздоровительный, санаторно-курортный комплекс в Республике Дагестан, Россия.

## История
Санаторий «Каспий» известен как лечебно-оздоровительное заведение с 1930 года прошлого века.
На территории санатория расположены песчаные пляжи, пологое дно моря с минерализацией морской воды до 18г/л и хлоридно-натриевые йодобромные воды с минерализацией 78 г/л и температурой 54°С.
Санаторий рассчитан на 900 мест. На его территории находятся обширные песчаные пляжи, пологое дно моря с минерализацией морской воды до 18г/л и хлоридно-натриевые йодобромные воды с минерализацией 78 г/л и температурой 54°С.
Санаторий окружен лесным массивом, который расположен на берегу Каспийского моря. Здесь встречаются такие виды растений, как канадский тополь, акация серебристая, березы, плакучие ивы, каштаны, эвкалипты, зеленые ели и сосны.
В 2020 году санаторий попал в рейтинг «ТОП-100 лучших российских здравниц».

## Инфраструктура
За все время санаторий «Каспий» несколько раз подвергался реставрации: в 2016 году был построен новый корпус, сделан ремонт в существующих корпусах, была расширена инфраструктура.
На территории санатория действует 600-метровый водный канал, который оснащен прогулочными дорожками.
Сейчас санаторий располагает общей площадью 44 га, отдельным песчаным пляжем протяженностью 1 000 м, 4-мя жилыми корпусами и многопрофильной лечебной базой.
На территории санатория оборудованы зоны отдыха, кинозал, танцевальные и спортивные площадки для игр и тренировок, фонтан, 25-метровый открытый бассейн, имеется 3 источника с минеральной водой.

## Лечение
Во время лечения используются местные природные биоресурсы:
- минеральная питьевая и йодобромная вода;
- лечебная грязь из солевых ядер Турали и Каякента;
- морская ионизированная вода.

В санатории оказываются услуги по лечению заболеваний ЦНС, опорно-двигательного аппарата, урологическим и гинекологическим заболеваниям, нарушению обменных процессов в организме.